# Donauzentrum
Donau Zentrum (do 2009 Donauzentrum, w skrócie DZ) – centrum handlowe w Wiedniu, w Austrii. Łączy się z kompleksem kinowo-rozrywkowym Donauplex (DX). Na łącznej powierzchni 225 000 m² znajduje się 260 sklepów (2014), liczne restauracje i punkty rozrywki.
Donau Zentrum otwarto w 1975 roku, a Donauplex dołączył do niego w 1999 roku.
Do Donau Zentrum można dojechać linią metra U1, tramwajem 25 oraz autobusami 26 A, 27 A, 93 A, 94 A.